# Аспри, Ларнед Браун
Ларнед Браун Аспри (англ. Larned Brown Asprey; 19 марта 1919, Су-Сити, Айова — 6 марта 2005, Месилла-Парк, Нью-Мексико) - американский химик, специалист в области актиноидов, лантаноидов, редкоземельных элементов и химии фтора. Известен своим участием в Манхэттенском проекте и работе в национальной лаборатории Лос-Аламоса.

## Молодые годы, образование
Аспри родился в Су-Сити, штат Айова, 19 марта 1919 года, сын Гладис и Питера Аспри. У него были старшая сестра и младший брат: математик Винифред Аспри, основатель факультета информатики Вассар колледжа, и военный историк и писатель Роберт Аспри. 
Аспри получил степень бакалавра по химической технологии в Университете Айовы в 1940 году, после чего устроился на работу химиком-технологом в Campbell Soup Company в Чикаго. В 1941 году был призван в армию США и направлен в Форт Варрен, Вайоминг. Он подал заявку и был принят в программу специализированной подготовки армии, которая позволяла солдатам продолжить свое образование. Таким образом, Аспри продолжил изучать химию. В январе 1944 года он был назначен в отряд специальной инженерии Манхэттенского проекта в звании техника третьего класса.

## Работа в металлургической лаборатории
Аспри работал в металлургической лаборатории в Университете Чикаго совместно с Гленном Т. Сиборгом над улучшением технологии отделения и очистки плутония.  В 1945 году Аспри и Уинстон Маннинг измерили период полураспада искусственного изотопа 95242, который оказался равен 16 часам. Этот изотоп был получен путем облучения более раннего, еще не названного, образца 95241 нейтронами. Продукт β-распада оказался еще одним новым элементом, 96242. Эти новые безымянные  элементы, синтезированные в металлургической лаборатории в Чикаго, были представлены миру Гленном Т. Сиборгом 11 ноября 1945 года на радио-шоу QuizKids. Элементы 95 и 96, сперва названные «Столпотворение» и «Бред» были переименованы в америций и кюрий по аналогии с химически родственными элементами европием и гадолинием. Более позднее открытие Аспри, совместно с С.Е. Стефано и Робертом А. Пеннеманом в Лос-Аламосе, связанное с фторорастворимыми соединениями америция в степени окисления +6, послужило ключом к последующему открытию элемента №97, берклия, в Беркли, Калифорния, в 1949 году.
Затем, совместно с Гербертом Х. Андерсоном он разработал PUREX – процесс (англ. Plutonium–URaniumEXtraction – плутониево-урановая экстракция); их патент «Процесс экстракции плутония растворителем» был зарегистрирован в 1947 году.

## Работа в Лаборатории Лос-Аламоса
Аспри был уволен из армии в феврале 1946 года. Он решил поступить в Калифорнийский университет в Беркли и получил там степень доктора философии в химии под руководством Бирриса Б. Куннингхама, с которым он работал в Металлургической лаборатории, за диссертацию «Равновесие в окислительных системах празеодима и америция».  В 1949 году Аспри переехал в Лос-Аламос, Нью-Мексико, и работал в Национальной лаборатории Лос-Аламоса, где пробыл до окончания своей карьеры. Он вышел на пенсию в 1986 году после проведения более чем 35 лет исследований в области лантанидов и актинидов, а также их производных. Он опубликовал более 150 статей и получил 8 патентов .

## Общественная деятельность
Ларнед Аспри был одним из ученых-атомщиков, подписавших в июле 1945 года петицию Силада, в которой обращались к президенту Гарри С. Трумену с просьбой проявлять крайнюю осторожность в любом решении использовать атомную бомбу в войне.

## Смерть
Умер Аспри 6 марта 2005 года, в Месилла-Парке, Нью-Мексико.

## Семья
Во время работы в Чикаго Аспри встретил свою будущую жену Маргарет (Мардж) Уильямс, которая также работала в металлургической лаборатории. Они поженились в доме ее родителей в Чикаго 3 мая 1944 года. Католическая церковь не одобрила их венчание в церкви, так как Аспри был атеистом. У них родилось семеро детей: Питер Ларнед, близнецы Елизабет и Барбара, Роберт Рассел, Маргарет Сюзан, Томас Артур и Уильям Джон. У Мардж было семь сестер (включая умершую в раннем детстве) и брат Грант Р. Уильямс, который погиб во время летных испытаний.

## Премии и награды
В 1986 году он стал третьим лауреатом Премии  им. Гленна Т. Сиборга (учреждена Американским химическим обществом) за разделение актинидов Его жена Мардж также работала в Лос-Аламосе и ее работа в 2005 году была удостоена премии имени Уолтера Зина от Американского ядерного общества.